# أندريه ميلينشينكو
أندريه ميلينشينكو هو ملياردير روسي ولد في 8 مارس 1972. في عام 2022، قدرت مجلة فوربس وبلومبرغ ثروته الصافية بمقدار 15.8 مليار دولار و17.4 مليار دولار على التوالي، مما يجعله واحدًا من أغنى الأشخاص في روسيا. في تصنيف عام 2023، حصل لأول مرة على المركز الأول بين المليارديرات الروس بثروة تقدر بـ 25.2 مليار دولار (المركز 58 عالميًا).